# Grodzie (rejon postawski)
Grodzie (biał. Гродзі; ros. Гроди) – wieś na Białorusi, w obwodzie witebskim, w rejonie postawskim, w sielsowiecie Komaje.

## Historia
W czasach zaborów wieś w gminie Hoduciszki, w powiecie święciańskim Imperium Rosyjskiego. W 1866 roku miała 102 mieszkańców w 16 domach. W 1905 roku liczyła 198 mieszkańców, 248 dziesięcin.
W dwudziestoleciu międzywojennym wieś leżała w Polsce, w województwie wileńskim, w powiecie święciańskim, w gminie Komaje.
W 1931 w 35 domach zamieszkiwało 166 osób.
Miejscowość należała do parafii prawosławnej w Komajach. Podlegała pod Sąd Grodzki w Hoduciszkach i Okręgowy w Wilnie; właściwy urząd pocztowy mieścił się w Komajach.
W wyniku napaści ZSRR na Polskę we wrześniu 1939 miejscowość znalazła się pod okupacją sowiecką. 2 listopada została włączona do Białoruskiej SRR. Od czerwca 1941 roku pod okupacją niemiecką. W 1944 miejscowość została ponownie zajęta przez wojska sowieckie i włączona do Białoruskiej SRR.
Do 2004 roku w sielsowiecie Mieguny.